# ماغنو (لاعب كرة قدم مواليد 1974)
ماغنو (بالبرتغالية: Magno Mocelin‏) هو لاعب كرة قدم برازيلي في مركز الهجوم، ولد في 26 فبراير 1974 في كوريتيبا في البرازيل. لعب مع دي غرافشاب وديبورتيفو ألافيس وغريميو بورتو أليغرينزي ونادي أومونيا ونادي أيك لارنكا ونادي غرونينغن ونادي فلامنغو.

## وصلات خارجية
- ماغنو (لاعب كرة قدم مواليد 1974) على موقع قاعدة بيانات كرة القدم.إي يو (الإنجليزية)